# アンドレアス・アントノプロス
アンドレアス・ アントノプロス（Andreas M. Antonopoulos、1972年 - ）は、イギリス・ギリシャ人のビットコイン支持者、技術起業家。アントノプロスはユニバーシティ・カレッジ・ロンドンでコンピュータ科学およびデータ通信・ネットワーク・分散システムの学位を取得した。
2003年から2011年までネメルテス・リサーチ社の上級副社長兼創業パートナーを務め、その間、コンピュータセキュリティの研究を行い、コンピュータセキュリティの最大の脅威は経験豊富なハッカーではなく、ビジネスの急速な変化に伴う過度に複雑なシステムであると述べた。
2012年、アントノプロスはビットコインの魅力に取りつかれ、フリーランスコンサルタントの仕事を捨てて、ビットコインに関するカンファレンスでの講演や、スタートアップ企業のコンサルティング、記事の執筆などを無償で行うようになる。
2014年1月、Blockchain.infoに最高セキュリティ責任者として参加し、 2014年9月にはCSOの役割を辞した。
2014年10月8日、アントノプロスはカナダ上院の銀行・貿易・商業委員会で演説し、カナダにおけるビットコインの規制方法について議員の質問に対して「中央集権的な規制は必要ない」と答えた。
2016年3月、『Mastering Bitcoin』の第1版を発売し、その後、2017年6月に第2版が発売した。
2018年12月には『Mastering Ethereum』をGavin Woodと共著により、2018年12月に初版を発売した。

## 出版物
- Mastering Bitcoin: Unlocking Digital Currencies (2014, O'Reilly) ISBN 978-1449374044
- Mastering Bitcoin 2nd Edition: Programming the Open Blockchain (2017, O'Reilly) ISBN 978-1491954386
- Mastering Ethereum: Building Smart Contracts and dApps (2018, O'Reilly) ISBN 978-1491971949
- The Internet of Money (Volume 1) (2016, O'Reilly) ISBN 978-1537000459
- The Internet of Money (Volume 2) (2017, Merkle Bloom, self-published) ISBN 978-1947910065
- The Internet of Money (Volume 3) (2019, Merkle Bloom, self-published) ISBN 978-1947910171